# Neria
Neria ("Herren (יהו/יה) är min lampa (נֵרִי)" eller "Herren är mitt ljus"; hebreiska: נֵרִיָה, även Nerija, Nerijahu; grekisk namnform: Νερειας, Ner(e)ias), son till Machseja (Mahaseja), var enligt Bibeln fader till Baruk och Seraja. Han omnämns i Jeremias bok i Gamla Testamentet samt i Baruk bland de gammaltestamentliga apokryferna.
Talmud räknar Neria och hans söner som profeter.